# Brilhoningvogel
De brilhoningvogel (Dicaeum dayakorum) is een vogelsoort uit de familie van de dicaeidae (bastaardhoningvogels). De vogel werd in 2009 voor het eerst waargenomen in de regenwouden van Sabah (Borneo). Maar omdat voldoende informatie ontbrak en er ook geen exemplaren werden gevangen die zich leende voor wetenschappelijk onderzoek, duurde het tot 2019 voor een wetenschappelijk geldige beschrijving kon worden gemaakt. In Sarawak werd hiervoor tijdens een wetenschappelijke expeditie op 31 maart 2019 een exemplaar verzameld.

## Kenmerken
De vogel wordt al beschreven in Phillips' Field guide to the birds of Borneo. Het is een typische honingvogel van 8 tot 9 cm lengte. Het mannetje is donker leigrijs van boven en lichtgrijs van onder. Opvallend is de verticale brede witte band die loopt van de kin tot de onderbuik, de witte ring om het oog en de witte streep van het oog naar de bovensnavel.

## Verspreiding
De vogel is waargenomen en soms gefotografeerd in twee bosreservaten in Brunei (Labi Hills Forest Reserve, en Belalong Canopy Walkway); in de twee natuurgebieden in de deelstaat Sabah (Maliau Basin Conservation Area en het Beschermd gebied van de Danumvallei); in de deelstaat Sarawak in het Lanjak Entimau Wildlife Sanctuary en in Kalimantan (Indonesië) in de Bukit Batikap Protection Forest.

## Leefgebied
De snavel lijkt het meest op die van de oranjebuikhoningvogel wat wijst op een dieet van nector, kleine insecten en bessen. De vogels houden zich voornamelijk op hoog in de boomkronen en zijn daar gespecialiseerd in het eten van de bessen van halfparasitaire planten die verwant zijn aan de maretak (vogellijmfamilie). Deze vogelsoort is gebonden aan ongerept, of licht aangetast laagland regenwoud. Dit type leefgebied wordt bedreigd door de uitbreiding van oliepalmplantages en bepaalde vormen van zwerflandbouw op Borneo.